# Акілле Боніто Оліва
Акілле Боніто Оліва (італ. Achille Bonito Oliva, 4 листопада 1939, Каджано, Італія) — італійський куратор і критик сучасного мистецтва. Професор історії сучасного мистецтва Університету La Sapienza (Рим). У 1979 році ввів термін «трансавангард», який був також задіяний в обґрунтуванні Нової української хвилі.

## Діяльність
У 1979 опублікував статтю «Італійський трансавангард» у в журналі Flash Art. Він проаналізував творчість живописців Марко Банйолі, Сандро Кіа, Франческо Клементе, Енцо Куккі, Нікола де Марія, Міммо Паладіно і Ремо Сальвадорі. Оліва назвав їх представниками нового напрямку мистецтва «трансавангард». У 1982 році у праці «Інтернаціональний трансавангард» до цього напрямку включив такі художні стилі: німецький неоекспресіонізм, аргентинська нова образність, французька вільна фігуративність, нова фігуративність в Іспанії, живопис «нової хвилі» у Великій Британії та «поганий живопис» США.
Куратор 45-ї Венеційської бієнале (1993), зробив бієнале в Сан‐Паулу (1996) подією світової артсцени. Був також куратором тематичних і міждисциплінарних виставок в Італії та за кордоном, у тому числі «Contemporanea», «Aperto 80», «Avanguardia transavanguardia», «Arte e depressione», «Minimalia». Був удостоєний кількох премій, серед них — Valentino d'Oro, міжнародної премії для мистецтвознавців.
У 1986 його фотографію в оголеному вигляді була розміщена на обкладинці італійського артжурналу. У 2012 він зробив це знову.
Співкуратор українського павільйону 54-ї Венеційської бієнале (2011) разом з Олексієм Роготченко.

## Відвідання України
У 1996 вперше приїхав в Україну за запрошенням Центру сучасного мистецтва Сороса. У Києві прочитав дві лекції.
У 2013 році був куратором виставки «Привид бродить» в Національній академії мистецтва та архітектури України польського скульптора Кшиштофа Беднарського. Також прочитав лекцію про сучасне мистецтво в Національному художньому музеї.
У 2013 році йому присвоєно звання «Почесний доктор Інституту проблем сучасного мистецтва Національної академії мистецтв України».